# Sheldon Lee Glashow
Sheldon Lee Glashow (* 5. prosince 1932 New York) je americký fyzik, který v roce 1979 spolu s Abdusem Salamem a Stevenem Weinbergem získal Nobelovu cenu za fyziku za „příspěvky k teorii sjednocené elektroslabé interakce mezi elementárními částicemi, včetně předpovědi neutrálních proudů“.
V roce 1954 získal titul B.A. (Bachelor of Arts) na Cornell University a v roce 1959 titul Ph.D. na Harvardově univerzitě.